# Brousse-le-Château
Brousse-le-Château település Franciaországban, Aveyron megyében. Lakosainak száma 165 fő (2022. január 1.). Brousse-le-Château Broquiès, Connac, Lestrade-et-Thouels, Montclar és Saint-Izaire községekkel határos.

## Népesség
A település népességének változása:
| Lakosok száma | 268  | 225  | 203  | 178  | 153  | 154  | 158  | 164  | 165  | 165  |
|               | 1968 | 1982 | 1990 | 2006 | 2013 | 2015 | 2017 | 2019 | 2020 | 2022 |